# Албанець (фільм, 2010)
«Албанець» (алб. Shqiptari) — німецько-албанська драма 2010 року режисера Йоганнеса Набера, знята кінокомпанією Neue Schönhauser Filmproduktion.

## Сюжет
Двадцятирічний албанець Арбен хоче одружитися зі своєю вагітною подругою, але у молодих людей зовсім немає коштів. У пошуках заробітку Арбен залишає батьківщину і вирушає до Німеччини, де, як йому здається, у нього більше шансів здобути чогось у житті. Але німецька земля зустрічає його не так доброзичливо, як він очікував: ніхто не хоче брати на роботу нелегального емігранта, до того ж Арбен всюди змушений стикатися з дискримінацією і нетерпимістю. Але коли Арбен нарешті повертається в Албанію, його чекає ще сильніше розчарування — його наречена, яка народила дитину, змушена була втекти з дому, бо її батьки не захотіли визнати онука, народженого поза шлюбом. Попри всі благання Арбена, дівчина не може пробачити йому, що він кинув її у важкий момент.

## У ролях
| Актор           | Роль          |
| --------------- | ------------- |
| Нік Хелліай     | Арбен         |
| Хейлан Тербунія | Етлева        |
| Іван Шведов     | Слатко        |
| Амос Захарія    | Ілір          |
| Стіп Ерсег      | Дамір         |
| Єва Лебау       | Ніколя        |
| Чун Ладжі       | батько Арбена |
| Луан Джаха      | дядько Арбена |
| Бруно Шллаку    | Салі          |
| Андре Хеніке    | фармацевт     |
| Хазір Ш. Хазірі | Едон          |